# 臺中市交通
臺中市為台灣人口第二多之城市，與週邊的衛星城市構成臺中都會區，市區的交通流量十分龐大，再加上該市汽車擁有數目高居全國第一名（108萬台,第二名為新北市102萬台），因此每逢尖峰時段或假日，經常會有大量人潮、車潮於市區內或城際之間流動，導致市區內許多重要幹道經常出現交通阻塞的情形，道路里程密度全國第一，為香港4.6倍。公路方面，有多條國道及省道可通往其他縣市。大眾運輸部分，目前臺中市公車有多條營運路線，台鐵在臺中市有山線、海線及成追線三條鐵路路線，台灣高鐵也有行經臺中市並設站，臺中捷運目前有綠線於2021年正式通車，尚有其它路線正在規劃中。國際交通部分，臺中國際機場負責空運，臺中港負責海運。
此外，臺中市也因地處臺灣南北交通往來的中點，故成為全國重要的交通樞紐。

## 公路

### 市區交通

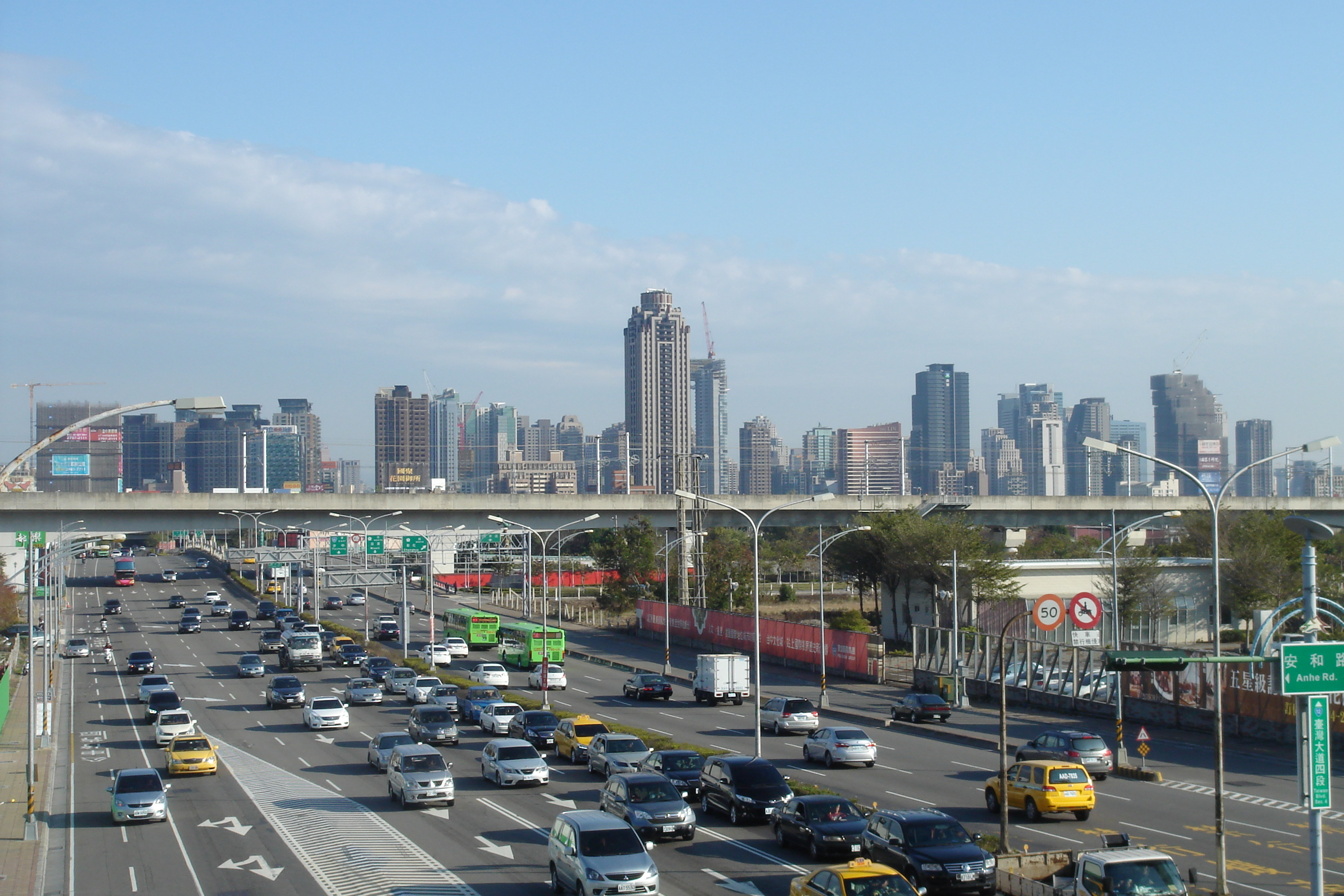
臺灣大道是台中市最重要的道路之一。

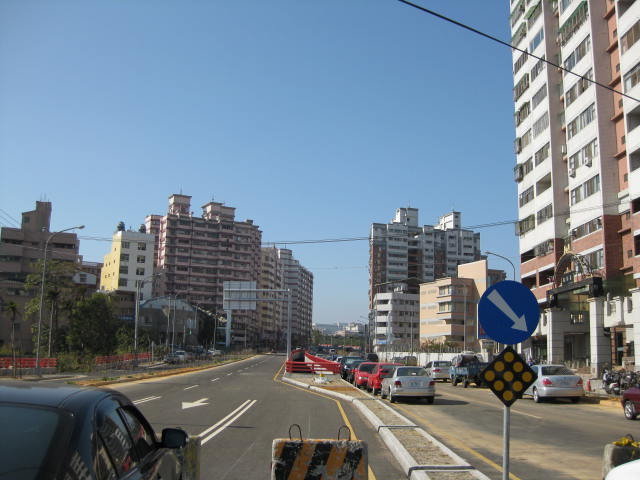
向上路（特三號道路）是台中生活圈道路系統計畫之一。

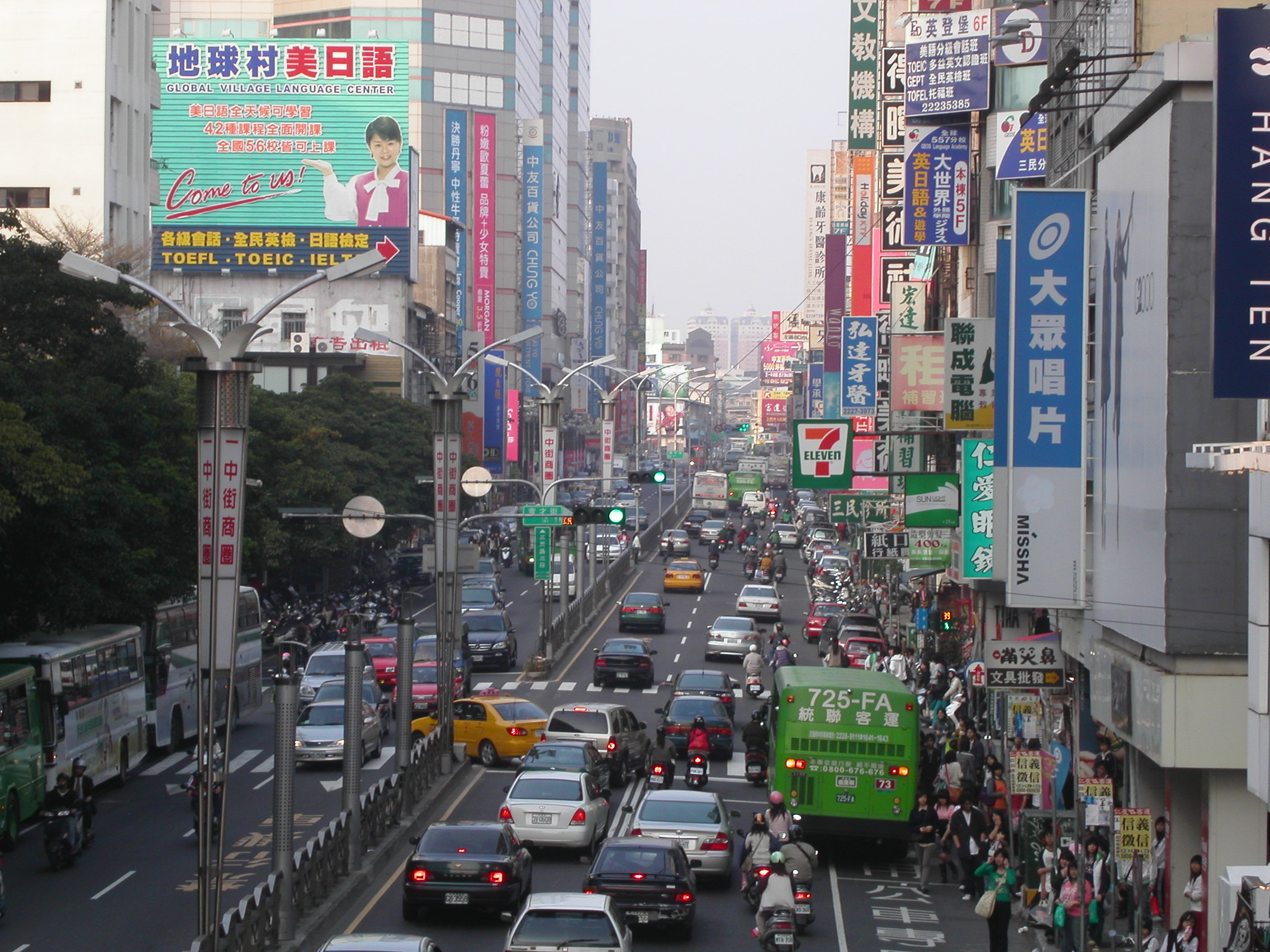
三民路三段，由於其行經中友百貨（道路左側）及一中商圈，往來人車眾多。

臺中市的都市道路規劃呈蜘蛛網狀分布，是由數條放射狀的連外幹道，例如臺灣大道、五權西路、中清路、向上路、北屯路等，及環繞市區的環狀幹道。

全環道：

1.忠明路（台中车站順時針：大智路、建成路、進化路、進化北路、忠明路、忠明南路）

2.文心路（文心路一段至四段、文心南路、德芳路三段、德芳路二段、德芳南路、74快速道路、東山路二段、東山路一段）。

四分之三環道：

1.環中路。

2.太原路（一段至三段）、精誠路、精誠南路、西川一路。

近年來臺中市的人口激增，以及臺中市的汽車使用率甚高，但由於市區內道路的拓寬速度遠不及汽車數量的增加速度，再加上臺中市並不像臺灣其他都市有快速道路貫穿市區。使得每逢假日或上下班尖峰時間，市區內各主要道路常有塞車情形出現，其中台灣大道為交通堵塞問題最嚴重者，由於其貫穿了臺中市區，又是臺中市內最重要的省道，周邊又分佈著許多商業區、購物中心及重要交通設施，無論是上下班尖峰時刻、週末或晚間，交通問題均十分嚴重。而位於一中街商圈內的三民路及一中街亦為交通異常繁忙的街道。
舊市區（台中車站附近）的街道路網，大致上呈棋盤狀，由西南─東北向的自由路、三民路，東南─西北向的公園路、中正路、民權路、林森路，再加上其他的一些單行道所構成。此區的街道由於路寬窄小，人車十分擁擠。
此外，臺中市亦擁有大量的多線聯外幹道，中央多設有安全島以保障行車安全。除前所提到的台灣大道外，尚有市政路、向上路、文心路、國光路、公益路、中科路、青海路、福科路、復興路、崇德路、五權西路、五權南路、西屯路、中清路、北屯路、太原路、建國路等道路。
為解決臺中市日趨嚴重的塞車問題，臺中市政府目前提出多個解決方案，例如「部分路口禁止左轉」、「增加公車路線」、「台灣大道取消停車格」、「增加路口交通警察數量」及「興建捷運系統」等，以減少臺中市區的車流量。

### 通勤道路
- 中豐公路
- 北屯路─中山路
- 中投公路中投東路、中投西路
- 崇德路─承德路
- 軍功路─豐興路─鎌村路─田心路（中89鄉道）

臺中生活圈道路
- 一號：國道四號清水－豐原段
- 二號： 快官霧峰線臺中市西段（烏日－潭子段）、環中路
- 三號：文心南路延伸段至生活圈四號
- 四號： 快官霧峰線臺中市東段（潭子－霧峰段）、環中東路
- 五號：國道四號豐原－潭子段

臺中市計畫道路
- 特二號：祥順路前段（後段接太平特二號）
- 特三號：向上路前段（後段接臺中港特定區特三號）

臺中港特定區
- 特一號： 台10線西端至 台10乙線路口（中清路後段）
- 特二號： 台12線原臺中縣路段（中棲路）（臺灣大道後段）（前段接臺中港路）
- 特三號：向上路後段（前段接臺中市特三號計畫道路）
- 特四號：沙鹿區三民路，連接 台10線及 台12線
- 特五號：龍井區西屯路，連接 台12線及特三號道路
- 特六號：清水區（北堤路以南）、梧棲區與龍井區之臨港路（ 台17線）
- 特七號：特定區 台61線平面路段
- 一號： 台1線自中48區道（護岸路）至龍井區臨港東路
- 二號：清水區（北堤路以北）臨港路（ 台17線）
- 七號：龍井區臨港東路

### 國道
| | |
| 中山高速公路（國道一號）穿越臺中市中心的西側，在臺中境內擁有如下交流道： - 后里交流道 - 台中系統交流道（與 國道四號交會） - 豐原交流道 - 大雅系統交流道（與 台74線交會） - 大雅交流道（中清交流道） - 台中交流道（中港交流道） - 南屯交流道（五權西路交流道） - 王田交流道 福爾摩沙高速公路（國道三號）在臺中境內擁有如下交流道： - 大甲交流道 - 中港系統交流道（與 國道四號交會） - 沙鹿交流道 - 龍井交流道 - 烏日交流道 - 中投交流道（與 台63線交會） - 霧峰交流道（與 台74線交會） - 霧峰系統交流道（與 國道六號交會） | 台中環線（國道四號）在臺中境內擁有如下交流道： - 清水端 - 中港系統交流道（與 國道三號交會） - 神岡交流道 - 台中系統交流道（與 國道一號交會） - 后豐交流道 - 豐勢交流道 - 潭子交流道 - 潭子系統交流道（與 台74線交會） 水沙連高速公路（國道六號）在臺中境內擁有如下交流道： - 霧峰系統交流道（與國道三號交會） - 舊正交流道 |

### 省道
- 台1線
  -  台1乙線
- 台3線
- 台7甲線
- 台8線
  -  台8甲線
- 台10線
  -  台10乙線
- 台12線：台灣大道
- 台13線
- 台17線
- 台21線
- 台63線：即中投公路。自臺中市南區五權南路開始，經由大里區，直達南投縣。由於該路之高架道路與國道三號沒有交流道連接，往返該高架道路及國道三號的車輛，必須在霧峰之中投交流道經由平面車道往返。

#### 快速公路
- 台61線（西濱快速公路）：台61線之大甲-龍井段
- 台74線（快官霧峰線）：台74線之快官-北屯段（原中彰快速公路）連接了本市市區西部及彰化市的北部。其路段與中山高速公路十分接近，但沒有交流道以溝通，和國道三號在彰化縣境內有一座交流道（快官交流道）相連接。台74線北屯-霧峰段行經本市市區東側，和國道三號以霧峰交流道連接。2013年12月31日已全線完工構成環繞台中市區的快速公路。2024年5月13日大雅系統交流道通車，完成與中山高速公路的連接。

### 市道
- 市道121號
- 市道125號
- 市道127號
- 市道129號
- 市道132號
- 市道132甲線
- 市道136號
- 縣道140號

## 大眾運輸

### 軌道運輸

#### 臺灣鐵路
| |                                                                                                |
| 山線 - 泰安車站 - 后里車站 - 豐原車站 - 栗林車站 - 潭子車站 - 頭家厝車站 - 松竹車站 - 太原車站 - 精武車站 - 臺中車站 - 五權車站 - 大慶車站 - 烏日車站 - 新烏日車站 - 成功車站 | 海線 - 日南車站 - 大甲車站 - 臺中港車站 - 清水車站 - 沙鹿車站 - 龍井車站 - 大肚車站 - 追分車站 |

目前台鐵西部幹線於台中市有臺中線及海岸線，俗稱山線及海線，山線行經烏日、台中市區、潭子、豐原、后里，並設15座車站；海線行經大肚、龍井、沙鹿、清水、大甲，並設8座車站，其中臺中車站為台鐵的特等站，也是臺中市重要的交通轉運樞紐。成追線為聯結山線與海線的鐵路。
臺中都會區鐵路高架捷運化計畫目前已完工通車，原有的豐原、潭子、太原、臺中、大慶5座車站改建為高架車站外，再增設5座高架通勤車站，分別為栗林、頭家厝、松竹、精武、五權。
大慶車站和太原車站是在「臺鐵捷運化」下興建的車站，另外大慶車站亦為最早啟用的捷運化車站。未來山海環線連接彰化鐵路高架化。
舊臺中車站是一棟仿巴洛克風格的公共建築，亦是當時明治維新下的產物，1949年因應旅客增多而增建左側部分。

#### 台灣高鐵
2007年1月5日開始通車營運的臺灣高鐵，高鐵台中站是臺灣中部第一個設站的高鐵車站，並與台鐵新烏日車站、台中捷運高鐵台中站共站，是台中市及台灣中部唯一一個三鐵共站的車站。
2011年起旅客數逆轉超越左營站並加速增長，目前進出站人數全線第二高；亦是全台總面積最大之高鐵站。

#### 捷運
臺中捷運目前規劃有4條路線，其中綠線於民國110年4月25日通車，尚有藍線、橘線、紅線及紫線正在規劃中。
捷運綠線（烏日文心北屯線）
- 北屯總站
- 舊社站
- 松竹站（目前與台鐵松竹車站共站。）
- 四維國小站
- 文心崇德站（未來將與臺中捷運紅線文心崇德站交會的車站。）
- 文心中清站（未來將與臺中捷運橘線文心中清站交會的車站。）
- 文華高中站
- 文心櫻花站
- 市政府站（目前與臺灣大道幹線公車站的市政府站粦進，未來將與臺中捷運藍線交會。）
- 水安宮站
- 文心森林公園站
- 南屯站
- 豐樂公園站
- 大慶站（目前與台鐵大慶車站共站，未來將與臺中捷運紫線交會。)
- 九張犁站
- 九德站
- 烏日站（目前與台鐵烏日車站粦進。）
- 高鐵台中站（目前與高鐵台中站及台鐵新烏日車站共站，未來將與臺中捷運科工軸線交會。）

### 公車客運
臺中市重要的客運轉乘站如下所示：
- 干城轉運站區：位於雙十路一段，可轉搭國道客運或往彰化、南投的班車。
  - 客運公司：請參考干城 (客運站點名稱)#公路客運

- 朝馬轉運站區：位於朝富路、朝馬路及臺灣大道三段（鄰秋紅谷，台中交流道以東），作為離臺中車站較遠地區之轉乘點，可轉搭國道客運或往沙鹿、台中港的班車。
  - 客運公司：請參考朝馬#鄰近客運車站及路線

- 統聯客運台中轉運站：位於臺灣大道四段（台中交流道以西），主要做為統聯客運國道與市公車的轉運。
  - 主客運公司：統聯客運
  - 其他客運公司：請參考統聯客運台中轉運站#臺中市公車

#### 國道客運
臺中市有許多客運公司提供往臺中市以外地區的服務。
- 國光客運

提供幾乎臺灣全部路線的服務。臺中總站位於臺中車站旁，並於朝馬、水湳皆有設站。提供的路線包括台北、基隆、板橋、新竹、嘉義、台南、高雄等地。
- 統聯客運

提供前往全臺灣，北自臺北，南至高雄的大部份路線，包含臺南、臺灣桃園國際機場等。並經營臺中市公車數條路線。
- 台中客運（與大有巴士、新竹客運、台西客運聯營）

提供來往台北(經龍潭)、新竹、台西、北港路線的服務。臺中總站位於臺中車站旁，有許多地點都可讓旅客上下車，包括臺中車站、中山醫學大學、科博館及朝馬。

#### 市公車
臺中市公車目前總共由下列業者營運（含捷運接駁公車、副線、區間車、延駛、繞駛路線數量）：
- 臺中客運

成立於西元1958年，1980年改為現名，目前市公車路線58條，並有六條國道路線從臺中市通往臺北、新竹、竹山、臺西、北港、嘉義。
- 豐原客運

成立於西元1945年。主要經營市公車、公路客運及國道客運。豐原客運和臺鐵東勢線曾經同為臺中市山區對外交通的兩大支柱。臺鐵東勢線停駛後，豐原客運就變成臺中市山區對外最重要的交通工具。目前經營市公車路線84條。
- 仁友客運

通車營運於1977年2月1日，為台灣愛巴士交通聯盟旗下子公司，目前經營市公車路線10條。
- 統聯客運

成立於1989年9月6日，為臺灣首家民營國道客運公司，也是目前臺灣最具規模的公路客運業者之一。目前除臺中市公車路線26條之外，尚營運有多條國道路線。
- 中台灣客運

為統聯客運轉投資之客運公司，共有市公車路線18條。
- 全航客運

主要營運臺中市公車及公路客運。目前市公車路線8條。
- 東南客運

成立於西元2002年。建明客運關係企業，除營運臺北及高雄之市公車，也在2011年11月加入經營臺中市公車，共有市公車路線7條。
- 豐榮客運

成立於西元1968年，在2012年加入經營臺中市公車。主要經營市公車路線3條（目前所有路線皆交由巨業交通代駛），另經營南投縣水里鄉一帶公路客運。
- 彰化客運

成立於西元1942年。主要經營彰化市公車、彰化縣北部、南投縣草屯鎮、南投市、名間鄉、中寮鄉一帶的公路客運。
- 和欣客運

成立於西元1999年。主要營運公路客運。曾於2011年1月~2012年2月間經營臺中市公車54路，因故後退出，於一年後，重回經營臺中市公車，營運160和161路。
- 巨業交通

主要經營臺中市公車及公路客運，服務範圍擴及彰化縣、苗栗縣。已營運18條市公車路線。
- 苗栗客運

主要經營新竹和苗栗地區之公路客運，2012年12月開始營運台中市公車181路。
- 捷順交通

路得寶交通集團旗下業者之一，是一家主要業務為經營臺中市市區公車的企業，於2016年4月30日從臺中客運與統聯客運分別接駛356路、357路、359路市公車，向凱勝綠能科技股份有限公司採購電動公車，成為臺中市第一家全面使用凱勝綠能K9電動車的業者，已營運7條市公車路線。
- 四方客運

為唐榮車輛科技轉投資的一家主要以低底盤電動巴士營運台中市市區公車及大台南公車的大眾運輸業者。2016年4月30日開始營運臺中市公車354路，9月營運東海大學校園公車，已營運3條市公車路線。
- 中鹿客運

為臺灣國道客運公司之一，亦為台灣愛巴士交通聯盟旗下子公司，已營運3條市公車路線。
- 國光客運

是台灣的民營公路客運業者，其前身為公營事業臺灣汽車客運公司（簡稱臺汽），公司名稱取自臺汽車種「國光號」，已營運2條市公車路線。

#### 公路客運
目前數十條公路客運路線，得連接台中市內各區，以及連接苗栗縣、南投縣、彰化縣、雲林縣、嘉義縣市的路線，由台中客運、仁友客運、全航客運、彰化客運、南投客運、員林客運、總達客運、和欣客運及其他各家業者經營。

## 航空
台中國際機場位於臺中市沙鹿區是位於臺中地區的機場，亦為中臺灣主要聯外機場，航班包括華信航空、立榮航空、香港快運航空、国泰港龙航空、越捷航空、台灣虎航、德威航空開闢前往香港、河內、胡志明市、澳門、東京、沖繩、首爾、中國大陸、曼谷的航線。
根據交通部民用航空局與國際民航組織給予代號為RCMQ，IATA機場代碼為RMQ。

## 港口
- 臺中港：位於梧棲區的國際商港。目前因吞吐量大幅成長為臺灣第二大港，也是中台灣的航運門戶。
- 梧棲漁港：位於清水區，為臺灣中部等級第一類的漁港。

## 公共自行車系統
臺中市公共自行車租賃系統於2014年7月18日正式啟用。截至2017年5月3日，至2022年8月18日，已設置共1,481個站點。